# 渡辺章 (法学者)
渡辺章（わたなべ あきら、1940年10月- ）は、日本の法学者、筑波大学名誉教授。

## 人物・来歴
山梨県生まれ。山梨県立甲府第一高等学校卒業、1964年中央大学法学部法律学科卒業、1970年東京大学大学院法学政治学研究科民刑事法専門課程博士課程単位取得退学、東京学芸大学講師、73年助教授、86年教授、90年筑波大学教授、2002年同名誉教授、東京経済大学現代法学部教授、2004年専修大学大学院法務研究科教授、2011年定年退職。労働法が専門。

## 著書
- 『わかりやすい改正労働時間法』有斐閣リブレ 1988.4
- 『個別的労働関係紛争あっせん録』労働法令協会, 2007.7
- 『労働法講義 上 (総論・雇用関係法 1)』信山社出版, 2009.8
- 『労働法講義 下 (労使関係法・雇用関係法2)』信山社出版, 2011.11

### 共編著
- 『日本立法資料全集 51-56　労働基準法 昭和22年』野田進共編 信山社出版, 1996-2011
- 『労働関係法』 (有斐閣Sシリーズ)小西國友,中嶋士元也共著 有斐閣, 1992.9
- 『労働時間の法理と実務』山川隆一共編, 筑波大学労働判例研究会著. 信山社出版, 2000.11
- 『友愛と法 山口浩一郎先生古稀記念論集』菅野和夫, 中嶋士元也共編集代表. 信山社出版, 2007.12